# أمهروق اجبل (موحى أوحمو الزياني)
أمهروق اجبل هي إحدى مشيخات المملكة المغربية، تتبع جغرافيا لإقليم خنيفرة وإداريًا لموحى أوحمو الزياني. يقدر عدد سكانها بـ 2087 نسمة حسب الإحصاء الرسمي للسكان والسكنى لسنة 2004.